# Dasihalli, Arsikere
Dasihalli là một làng thuộc tehsil Arsikere, huyện Hassan, bang Karnataka, Ấn Độ.